# Винберг, Абрам Ильич
Абра́м Ильи́ч Ви́нберг (1908—1989) — советский юрист-криминалист, доктор юридических наук, профессор (1949), заслуженный деятель науки РСФСР (1967), Государственный советник юстиции 3-го класса (1960), один из основателей судебной экспертологии.

## Биография
Родился 29 августа (16 августа по старому стилю) 1908 года в городе Санкт-Петербурге.
Обучался на юридическом факультете Ленинградского университета. После окончания в 1930 году университета он 5 лет работал следователем и старшим следователем прокуратуры Саратова, прокурором Наркомюста РСФСР, следователем прокуратуры Москвы.
В 1935 году поступил в аспирантуру Института права Академии наук и стал специализироваться в области судебного почерковедения.
В 1938 году под руководством профессора С. М. Потапова защитил кандидатскую диссертацию на тему «Криминалистическая экспертиза письма». Член КПСС с 1940 года.
В 1940 году А. И. Винберг в том же году опубликовал работу «Криминалистическая экспертиза письма».
В 1947 году — докторскую диссертацию на тему «Основы советской криминалистической экспертизы».
В 1960-1963 годах был директором ВНИИ криминалистики Прокуратуры СССР, затем перешел на преподавательскую работу в одно из учебных заведений КГБ СССР.
В 1973 г. выступил с предложением о формировании судебной экспертологии как науки «о законах и методологии формирования и развития судебных экспертиз, закономерностях исследования их объектов, осуществляемых на основе специальных познаний, привносимых из базовых (материнских) наук и трансформированных через сравнительное судебное экспертоведение в систему научных приемов, методов, средств и методик решения задач судебных экспертиз, проводимых в границах правовой регламентации и в тех организационных формах, которые обеспечивают доказательственное по делу значение заключений судебных экспертов в уголовном и гражданском судопроизводстве».
А. И. Винберг вместе Н. Т. Малаховской в 1979 году выпустили учебное пособие «Судебная экспертология (общетеоретические и методологические проблемы судебных экспертиз)». Фактически эта книга представляла собой монографическое издание, где в системе судебной экспертологии ими обозначались четыре уровня знаний: фундаментальные базовые (материнские) науки; предметные судебные науки; отрасли предметных судебных наук; практическая деятельность — судебные экспертизы.

### Карьера
- В 1939 г. А. И. Винберг — помощник начальника Военно-юридической академии Советской Армии (ВЮА), а в следующем году — начальник научно-исследовательского отдела академии. В том же
- 1940 г. он был зачислен старшим преподавателем кафедры судебного права ВЮА. В военные годы академия была эвакуирована в г. Ашхабад.
- В 1942 г. А. И. Винберг был откомандирован в военную прокуратуру Балтийского бассейна помощником военного прокурора.
- В 1943 г. его перевели помощником прокурора в Главную военную прокуратуру морского и речного флота, где он работал до конца войны.
- В 1945 г. он вернулся на преподавательскую работу в ВЮА.
- До 1954 г. работал старшим преподавателем кафедры криминалистики и судебной медицины, а затем еще год — заместителем начальника этой кафедры.
- С 1955 г. возглавил кафедру криминалистики в Высшей школе МВД СССР.
- В 1960 г. был назначен директором ВНИИ криминалистики Прокуратуры СССР. После реорганизации института (1963) во ВНИИ по изучению причин и разработке мер предупреждения преступности — вновь на преподавательской работе.
- С 1968 г. занимался научно-исследовательской деятельностью сначала в Институте государства и права АН СССР, а затем (с 1972 г.) во ВНИИСЭ МЮ СССР, где возглавил сектор теории и общеметодических проблем криминалистики и судебной экспертизы.
- С 1980 г. — старший научный сотрудник этого же института.

Умер в 1989 году. Похоронен на Введенском кладбище (21 уч.).

## Семья
- Мать — Софья Абрамовна Винберг (1886—1963).
- Вторая жена — Нина Терентьевна Малаховская, соавтор книги «Судебная экспертология» (1980).
- Дочери от первого брака Ирма, Наталья, сын Леонид, от второго приёмная дочь — Елена.
- Брат — Лазарь Ильич Винберг (1911—1965), инженер. Его дочь Татьяна, эколог, была замужем за паразитологом С. А. Беэром[6][7].

## Основные работы
- Криминалистическая экспертиза письма (1940),
- Криминалистика (1940, 5-е изд. 1953; в соавт.),
- Введение в криминалистику. Предмет, метод, система курса и история советской криминалистики, М., 1950,
- Основные принципы советской криминалистической экспертизы, М., 1949,
- О сущности криминалистической техники и криминалистической экспертизы, М., 1955,
- Профессор А. И. Винберг. Криминалистическая экспертиза в советском уголовном процессе. — Москва: Государственное издательство юридической литературы, 1956. — 220 с. — 7000 экз.,
- Криминалистическая экспертиза в европейских странах народной демократии, М., 1959,
- Судебная экспертология — новая отрасль науки // Соц. законность. 1973 (в соавт. с Н.Т. Малаховской),
- Криминалистика и доказывание (М., 1973) (в соавт. с Р. С. Белкиным),
- «Криминалистика. Общетеоретические проблемы» (1973, в соавт.),
- Судебная экспертология: общетеоретические и методологические проблемы судебных экспертиз (1978, в соавт. с Н. Т. Малаховской),
- «Черное досье экспертов-фальсификаторов» (1990).